# Charro!
Charro! – amerykański western z 1969 r., w którym główną rolę gra Elvis Presley. To jeden z ostatnich filmów fabularnych w jego aktorskiej karierze.

## Obsada
- Elvis Presley jako Jess Wade
- Ina Balin jako Tracy Winters
- Victor French jako Vince Hackett
- Solomon Sturges jako Billy Roy
- Barbara Werle jako Sara Ramsey
- Paul Brinegar jako Opie Keetch
- James Sikking jako Gunner
- James Almanzar jako szeryf Dan Ramsey
- Tony Young jako porucznik Rivera

## Fabuła
Rok 1870. Do małego miasteczka położonego przy granicy z Meksykiem przybywa Jess Wade, niegdyś wyjęty spod prawa bandyta i członek groźnej szajki. Ma się tam spotkać ze swoją dawną miłością Tracy Winters. Okazuje się jednak, że wezwanie jest pułapką zastawioną przez byłych kompanów z gangu, którzy zabierają go do swojej kryjówki w górach. Tam ujawniają, że ukradli słynną pozłacaną Armatę Zwycięstwa należącą do Meksykańskich Sił Rewolucyjnych. Ponieważ listy gończe poszukują człowieka podobnego do Jessa, Vince Hackett, przywódca bandy, chce wrobić go w kradzież działa. Rani go więc w szyję i mówi, że taką szramę miał ścigany przestępca, który pomógł im w kradzieży. Później puszcza go wolno. Wade postanawia nie dać się wrobić i udaje się do pobliskiego miasteczka Rio Seco, w którym szeryfem jest jego stary znajomy Dan Ramsey. Wieczorem w saloonie zjawia się Billy Roy, młodszy brat Vince’a, który rani szeryfa. Jess go obezwładnia i zamyka w więzieniu, ale szajka postanawia go uwolnić przy pomocy skradzionego działa. W wyniku ostrzału, pod gruzami domu ginie ranny szeryf, a mieszkańcy wpadają w panikę. Mimo to Jess nie chce uwolnić przestępcy i postanawia sam rozprawić się z bandytami.

## Produkcja
Scenariusz filmu powstał na podstawie książki Frederica Louisa Foxa, a rolę Jessa Wade’a pierwotnie proponowano Clintowi Eastwoodowi. Ponieważ nic z tego nie wyszło, filmem zainteresował się Elvis, który po przeczytaniu poważnego i co najważniejsze wolnego od piosenek scenariusza, postanowił w nim zagrać. Bardzo się jednak zawiódł już pierwszego dnia zdjęciowego, gdy przybył na plan i dowiedział się, że scenariusz, który wcześniej zaakceptował, został zmieniony. Wiele scen, które początkowo miały być w filmie wycięto bądź zmieniono, nienaruszony pozostał jedynie ogólny zarys fabuły.
Zdjęcia rozpoczęto 22 lipca 1968 r. w parku narodowym Tonto w Appalachach. Do roli byłego przestępcy Elvis zapuścił brodę, a charakteryzatorzy postarali się, by wyglądał na zaniedbanego. Film początkowo nosił kilka roboczych tytułów: Jack Valentine, Johnny Hang i Come Hell or Come Sundown, ostatecznie jednak otrzymał nazwę Charro!
Chociaż film był przebojem, to jednak nie został tak dobrze przyjęty jak poprzednie produkcje Elvisa. Fanów zniechęcił brak piosenek, a krytycy nie byli poruszeni obrazem jako całością. Pomimo tego film przyniósł niezły dochód, a Presley otrzymał za niego 850 000 dolarów.

## Ścieżka dźwiękowa
Gdy pod koniec lat 60. kręcono Charro!, Elvis powoli żegnał się już z Hollywood i przygotowywał do powrotu na scenę. Jego ostatnie filmy także różniły się od wcześniejszych, głównie tym, że pojawiało się w nich coraz mniej piosenek. Charro! pod tym względem jest szczególne, gdyż przez cały film Elvis nie śpiewa ani jednego utworu. Jedynie podczas napisów początkowych słychać w tle tytułową piosenkę. Nagrano ją 15 października 1968 r. w Samuel Goldwyn Studio w Hollywood, gdzie oprócz niej powstała jeszcze jedna Let's Forget About The Stars, lecz nie została wykorzystana w filmie. Tytułowy utwór wydano jako singiel wraz z piosenką Memories 25 lutego 1969 r., a rok później dodano go do albumu Almost in Love. W 1970 r. ukazała się też Let's Forget About The Stars na kompilacyjnym albumie Let's Be Friends.